# Novi (azienda)
La Novi è un'azienda specializzata nel settore dei prodotti dolciari e del cioccolato, prevalentemente in tavolette, per la cui produzione deteneva a fine Anni 2000 il primato in Italia con il controllo del 20% del mercato..

## Storia

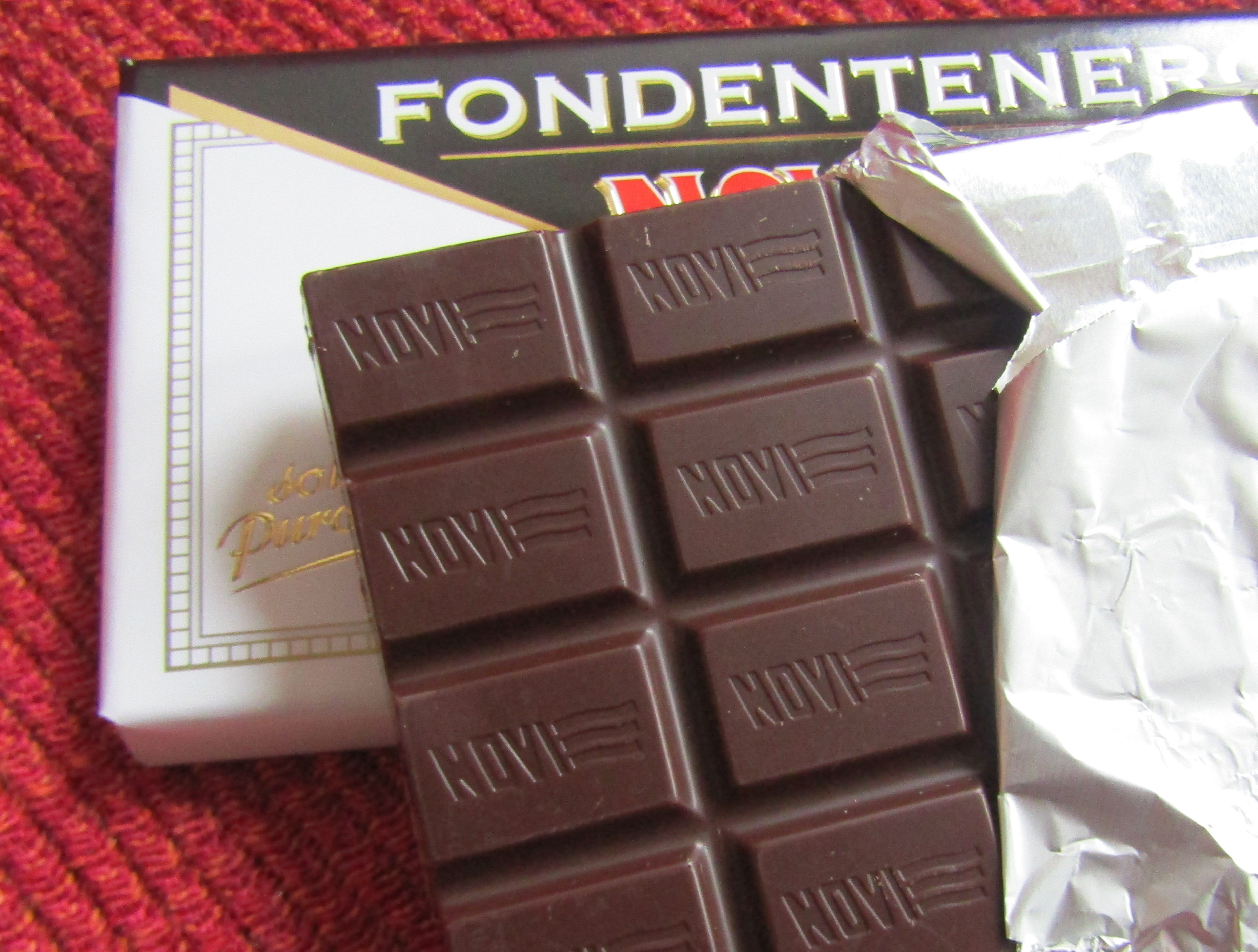
Cioccolato fondente Novi

La Novi è stata fondata a Novi Ligure nel 1903 come cooperativa di dettaglianti e grossisti dolciari. A coordinarli fu una azienda di liquori, la Gambarotta, premiata all'esposizione nazionale di Torino del 1898 per la sua produzione di cioccolato e torrone. La cooperativa prese il nome di Ficc (Fabbrica italiana di confetture cioccolato e affini) con uno stabilimento nel centro di Novi.
La crisi del 1929 toccò anche la cooperativa, che venne salvata da Giacomo Rossignotti di Sestri Levante. Nel 1935 spostò in periferia la fabbrica, ancora con una lavorazione verticale (cioè con le materie prime immagazzinate ai piani alti dello stabilimento e con le varie fasi di raffinazione e confezionamenti collocate nei piani inferiori), e impostò il lavoro sulla linea arrivando ad avere 450 dipendenti e producendo 20.000 quintali all'anno di cioccolato e caramelle. La ditta entrò di nuovo in crisi nel 1968 quando Rossignotti, ormai ottantenne, si scontrò duramente con i sindacati effettuando anche alcune serrate.
Nel 1985 l'azienda venne rilevata da Flavio Repetto, già alla guida di Elah Dufour, un imprenditore che in precedenza aveva prodotto Coca-Cola in uno stabilimento in provincia di Biella. Con la nuova gestione la Novi abbandonò la produzione di marmellate e confetti per concentrarsi solo sul cioccolato. Repetto riuscì anche a unire in cooperativa i 700 produttori piemontesi di nocciole che gli conferivano il prodotto.

## Novi oggi
(Spot del cioccolato Novi)

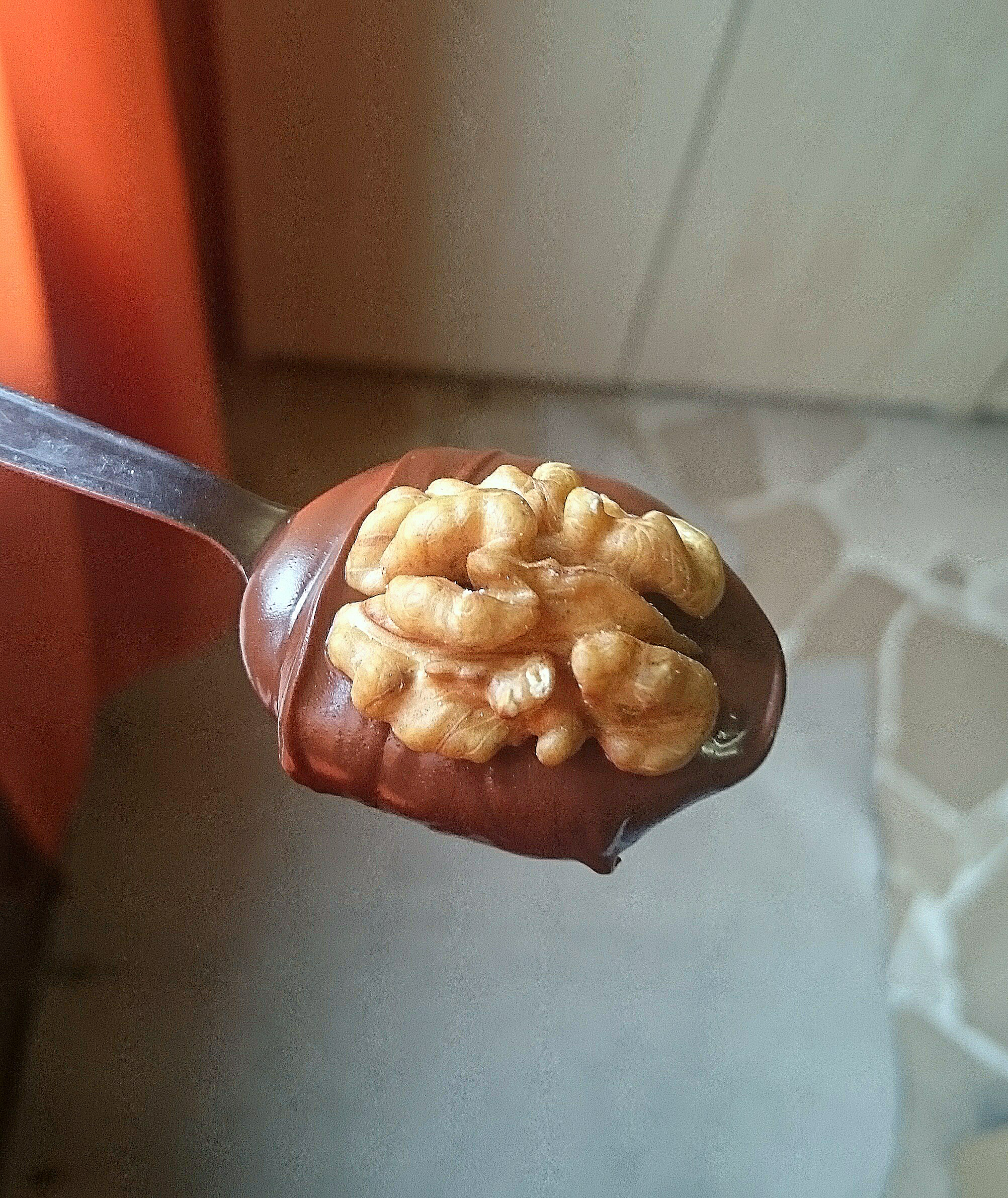
Titolo: Frutta secca. Foto amatoriale. Crema Novi (45% nocciole delle langhe, cacao, burro di cacao) su cucchiaino con noce.

Dopo oltre un secolo di storia la Novi dispone di tre stabilimenti a Novi Ligure (AL), Bra (CN) e Sassello (SV) con una produzione annua, nel 2008, di circa 80 milioni di tavolette e 200 milioni di cioccolatini. Tra le specialità Novi: il cioccolatino Otello, i gianduiotti, la Crema Novi, e le "Terre del Cacao", con cacao selezionati provenienti da Grenada, Ghana, Ecuador e Venezuela. A questi prodotti si sono aggiunte le tavolette NoviPiù e varie tavolette di fondente con percentuale di cacao fino al 99%.